# 反数
反数（はんすう、英: opposite）とは、ある数に対し、足すと 0 になる数である。つまり、ある数 a に対して、
a + b = b + a = 0
となるような数 b を a の反数といい、−a と表す。記号「−」を負号と呼び、「マイナス a」と読む。また、a は b の反数であるともいえる。0 は加法における単位元であるから、反数は加法における逆元である。このような加法における逆元は加法逆元（かほうぎゃくげん、英: additive inverse）と呼ばれる。
ある数にある数の反数を足すことを「引く」といい、減法 a − b を以下のように定義する。
a − b ≔ a + (−b).
「a 引く b」(b is subtracted from a) または「a マイナス b」(a minus b) と読む。反数に使われる「−」（負号）と引き算に使われる「−」（減算記号）をあわせて「マイナス記号」と呼ぶ。
また、反数を与える − は単項演算子と見なすことができ、単項マイナス演算子 (unary minus operator) と呼ばれる。一方、減算を表す演算子としての − は、項を 2 つとるの二項演算子なので、二項マイナス演算子 (binary minus operator) と呼ばれる。
乗法において反数に相当するものは逆数、あるいはより一般には乗法逆元 (multiplicative inverse) と呼ばれる。整数、有理数、実数、複素数においては、逆数は必ずしも存在しないが、反数は必ず存在する。ただし、0 を含まない自然数においては反数は常に存在しない。
反数の概念はそのままベクトルに拡張することができ、反ベクトル（はんベクトル、英: opposite vector）と呼ばれる。ベクトルの加法における単位元はゼロ・ベクトルであり、あるベクトル v に足すと 0 を与えるベクトル w を v の反ベクトルという。
v + w = 0.
これを満たすベクトル w は −v と表される。またこのとき v は w の反ベクトル −w でもある。

## 性質
- ある数とその反数を足すと 0 になる: a + (−a) = 0.
- ある数の反数の反数は、元の数である: −(−a) = a.
- 0 からある数を引いた結果はその数の反数を与える: 0 − a = −a.
- 0 の反数は、0 である: −0 = 0.
- 元の数と反数が等しいのは 0 のみである: a = −a ならば a = 0.
- ある数に −1 を掛けた結果はその数の反数を与える: a × (−1) = (−1) × a = −a.
- 和の反数は反数の和に等しい: −(a + b) = (−a) + (−b).

## 例
- 整数 3 の反数は −3 である。
- 小数 5.6 の反数は −5.6 である。
- 分数 2/3 の反数は −2/3 である。これはまた、−2/3 や 2/−3 に等しい。
- 複素数 1 + 7i の反数は −1 − 7i である（i は虚数単位と呼ばれ、i2 = −1 を満たす）。